# Haries Lagerbrink
Rune Kurt Haries Lagerbrink, född 25 juni 1920 i Borås, död 29 september 2007 i Odense, Danmark, var en svensk målare, tecknare och grafiker. 
Efter avslutad skolgång i Borås och Göteborg reste Lagerbrink som 18-åring till Italien för att bedriva självstudier inom konsten. Efter återkomsten till Göteborg kom han i kontakt med Göteborgsmåleriet där han tog starka intryck av Carl Kylberg och Ivan Ivarsson måleri. I början av 1950-talet begav han sig ut på studieresor till de stora konstländerna på kontinenten och han vistades nästan ett år i Egypten. Separat eller tillsammans med tre kamrater i konstgruppen Grupp ' ställde han ut i Kristianstad, Stockholm, Borås, Helsingborg och Växjö. Han medverkade i ett flertal samlingsutställningar arrangerade av föreningen Kristen konst. Hans tidiga konst räknades som expressiv och visionär där han berättade i bild om människorna, livet och döden. Hans senare konst består av clowner, spelmän, harlekiner, narrar och stämningsburna landskap. Lagerbrink finns representerad vid Norrköpings konstmuseum. 
Han var son till Sven Lagerbrink och Lisa Pettersson. Han gifte sig 1942 med Erna Sjöqvist med vilken han fick två döttrar, Janet och Heléne. 1948 ingick ett andra äktenskap med sjuksköterskan Anne-Marie Vesterstedt.